# Kierunek Księżyc (książka)
Kierunek Księżyc. Kulisy amerykańskiego programu księżycowego (ang. Moon Shot: The Inside Story of America's Race to the Moon) – popularnonaukowa książka napisana przez Alana Sheparda, Deke'a Slaytona, Jaya Barbree i Howarda Benedicta o kulisach amerykańskiego programu kosmicznego, skupiająca się głównie na załogowym programie lotu na Księżyc.
Kierunek Księżyc to opowieść o ludziach, którzy budowali rakiety i wysyłali je w kosmos, a także o astronautach, którzy latali na orbitę Ziemi oraz na Księżyc w misjach programu Apollo.
To także opis pierwszych lotów orbitalnych programów Mercury i Gemini, dramat załogi Apolla 1 i odyseja astronautów Apolla 13.
Alan Shepard i Deke Slayton należeli do pierwszych amerykańskich astronautów. Shepard był pierwszym Amerykaninem w kosmosie, był także dowódcą misji Apollo 14. Slayton brał udział w ostatnim locie statku Apollo, w misji Sojuz-Apollo – pierwszym załogowym locie kosmicznym realizowanym wspólnie przez ZSRR i USA. Obaj przez kilkanaście lat amerykańskiego wyścigu na Księżyc byli w NASA i odpowiadali za wyszkolenie i przygotowanie, a także skompletowanie załóg kolejnych misji.